# HMS Ultimatum (1941)
HMS Ultimatum (P34) («Ультиматум») — британская дизельная подводная лодка типа U (третьей группы). Построена на верфи «Виккерс-Армстронг» в Барроу-ин-Фёрнесс. Участвовала во Второй мировой войне. Единственная подводная лодка (и единственный корабль Королевских ВМС Великобритании), носившая подобное имя.

## Служба
Несла службу во время Второй мировой войны в Средиземном море. С января 1943 года командиром подлодки был лейтенант Хедли Кетт. На счету подлодки торпедированные итальянский пароход «Далмация Л.» (Dalmatia L.), немецкий парусник и итальянская подводная лодка «Аммиральо Милло». Иногда подлодке ошибочно приписывают потопление  немецкой субмарины U-431, совершённое в реальности 21 октября 1943 британскими бомбардировщиками Vickers Wellington у Алжира (лодка потоплена глубинными бомбами, что было подтверждено в ноябре 1987 года Министерством обороны Великобритании), и путают его с неудачной торпедной атакой U-73, предпринятой 30 октября 1943 у побережья Тулона.
К числу неудачных атак «Ультиматума» относят сорвавшиеся атаки на итальянские торговые суда «Равелло» (Ravello), «Лучано Манара» (Luciano Manara) и «Унионе» (Unione), итальянскую подлодку «Дзаффиро» и немецкий патрульный корабль (охотник за подводными лодками) UJ-6703 «Нимет Аллах» (Nimeth Allah). 2 мая 1944 «Ультиматум» в гавани Каламаты своими торпедами уничтожил два парусника, пять кораблей ещё были уничтожены прямо на стапелях, один повреждён. Позже подлодка атаковала группу малых немецких кораблей, затопив баржу F-811.
23 декабря 1949 «Ультиматум» был продан на слом, в феврале 1950 года его разрезали на металл в порту Глазго.